# Malevil (film)
Malevil is een Frans-West-Duitse film van Christian de Chalonge die werd uitgebracht in 1981.
Het scenario is losjes gebaseerd op de gelijknamige roman (1972) van Robert Merle.

## Verhaal
Begin van de jaren tachtig, aan het einde van de zomer in het gehucht Malevil, ergens op het platteland van Zuidwest-Frankrijk. Een belangrijke wijnboer nodigt een aantal notabelen, handelaars en nog enkele anderen uit in zijn wijnkelder om er een dorpsprobleem te bespreken. 
Tijdens hun vergadering weerklinkt er plotseling een heel luide en lange explosie. Wat later worden allen bedwelmd door de toenemende hitte en vochtigheid. Wanneer ze weer bijkomen gaan ze naar boven en stellen vast dat bijna niets nog overeind staat. Kernexplosies hebben het wijnkasteel en de hele streek verwoest. Blijkbaar zijn zij de enige overlevenden van een nucleaire ramp. Ze zullen een heel nieuw leven moeten opbouwen.

## Rolverdeling
| Acteur                 | Personage      |
| ---------------------- | -------------- |
| Michel Serrault        | Emmanuel Comte |
| Jacques Dutronc        | Colin          |
| Jean-Louis Trintignant | Fulbert        |
| Jacques Villeret       | Momo           |
| Robert Dhéry           | Peyssou        |
| Hanns Zischler         | de veearts     |
| Jean Leuvrais          | Bouvreuil      |